# Budakeszi
Budakeszi est une ville et une commune du comitat de Pest en Hongrie, située à 12 km à l'ouest de Budapest et qui fait partie de l'aire métropolitaine de la capitale hongroise.
C'est à Budakeszi qu'est situé le quartier général international ((en) headquarters) du Conseil International de la Chasse et de la Conservation du Gibier (CIC = (en) International Council for Game and Wildlife Conservation), dont le siège légal est à Vienne (Autriche).

## Géographie
Budakeszi est situé à l'ouest des collines de Buda, derrière le mont Jánoshegy.